# Ambonville
Ambonville é uma comuna francesa na região administrativa de Grande Leste, no departamento de Haute-Marne. Estende-se por uma área de 14,47 km². Em 2010 a comuna tinha 87 habitantes (densidade: 6 hab./km²).